# Mermentau
Mermentau és una població dels Estats Units a l'estat de Louisiana. Segons el cens del 2000 tenia 721 habitants.

## Demografia
Segons el cens del 2000, Mermentau tenia 721 habitants, 277 habitatges, i 204 famílies. La densitat de població era de 130,7 habitants/km².
Dels 277 habitatges en un 34,3% hi vivien nens de menys de 18 anys, en un 50,5% hi vivien parelles casades, en un 16,2% dones solteres, i en un 26% no eren unitats familiars. En el 21,7% dels habitatges hi vivien persones soles l'11,2% de les quals corresponia a persones de 65 anys o més que vivien soles. El nombre mitjà de persones vivint en cada habitatge era de 2,6 i el nombre mitjà de persones que vivien en cada família era de 3,02.
Per edats la població es repartia de la següent manera: un 28,8% tenia menys de 18 anys, un 7,6% entre 18 i 24, un 27,7% entre 25 i 44, un 24% de 45 a 60 i un 11,8% 65 anys o més.
L'edat mediana era de 35 anys. Per cada 100 dones de 18 o més anys hi havia 95,1 homes.
La renda mediana per habitatge era de 26.786 $ i la renda mediana per família de 31.250 $. Els homes tenien una renda mediana de 32.917 $ mentre que les dones 13.977 $. La renda per capita de la població era d'11.408 $. Entorn del 25% de les famílies i el 26,4% de la població estaven per davall del llindar de pobresa.

## Poblacions més properes
El següent diagrama mostra les poblacions més properes.